# 移動都市シリーズ
『移動都市シリーズ』（原題：Mortal Engines Quartet）はフィリップ・リーヴによるSF小説。
第1作『移動都市』（"Mortal Engines" 2001年）、第2作 『掠奪都市の黄金』（"Predator's Gold" 2003年）、第3作 『氷上都市の秘宝』（"Infernal Devices" 2005年）、第4作 『廃墟都市の復活』（"A Darkling Plain" 2006年）の4作から構成される。 

## 登場人物
トマス・ナッツワーシー（トム）
本編の主人公。移動都市ロンドンの史学ギルド三級見習い。幼い頃に両親を失い、天涯孤独の身の上。
ヘスター・ショウ
顔に傷跡のある少女。ヴァレンタインを付け狙う。